# Maria Vicol
Maria Vicol (Bucarest, 17 ottobre 1935 – 13 marzo 2015) è stata una schermitrice rumena, specialista del fioretto, vincitrice di due medaglie di bronzo nella scherma ai Giochi olimpici.